# Bassus brevicaudis
Bassus brevicaudis är en stekelart som först beskrevs av Henry J. Reinhard 1867.  Bassus brevicaudis ingår i släktet Bassus och familjen bracksteklar. Inga underarter finns listade.